# Újhartyán
Újhartyán é uma cidade da Hungria, situada no condado de Peste. Tem 22,43 km² de área e sua população em 2019 foi estimada em 2.734 habitantes.